# Zammar
Zammar (tiếng Ả Rập: زمار) là một ngôi làng Syria nằm ở quận Mount Simeon, Aleppo. Theo Cục Thống kê Trung ương Syria (CBS), Zammar có dân số 1.919 người trong cuộc điều tra dân số năm 2004. Zammar trước đây là một phần của al-Zirbah Subdistrict cho đến năm 2009, sau đó nó đã trở thành một nhánh chính.